# Чагарники та хащі Мапуталенду та Пондоленду
Чагарники та хащі Мапуталенду та Пондоленду або Савани та хащі Дракенсберзького уступу (ідентифікатор WWF: AT1012) — афротропічний екорегіон гірських луків та чагарників, розташований в Південно-Африканській Республіці.

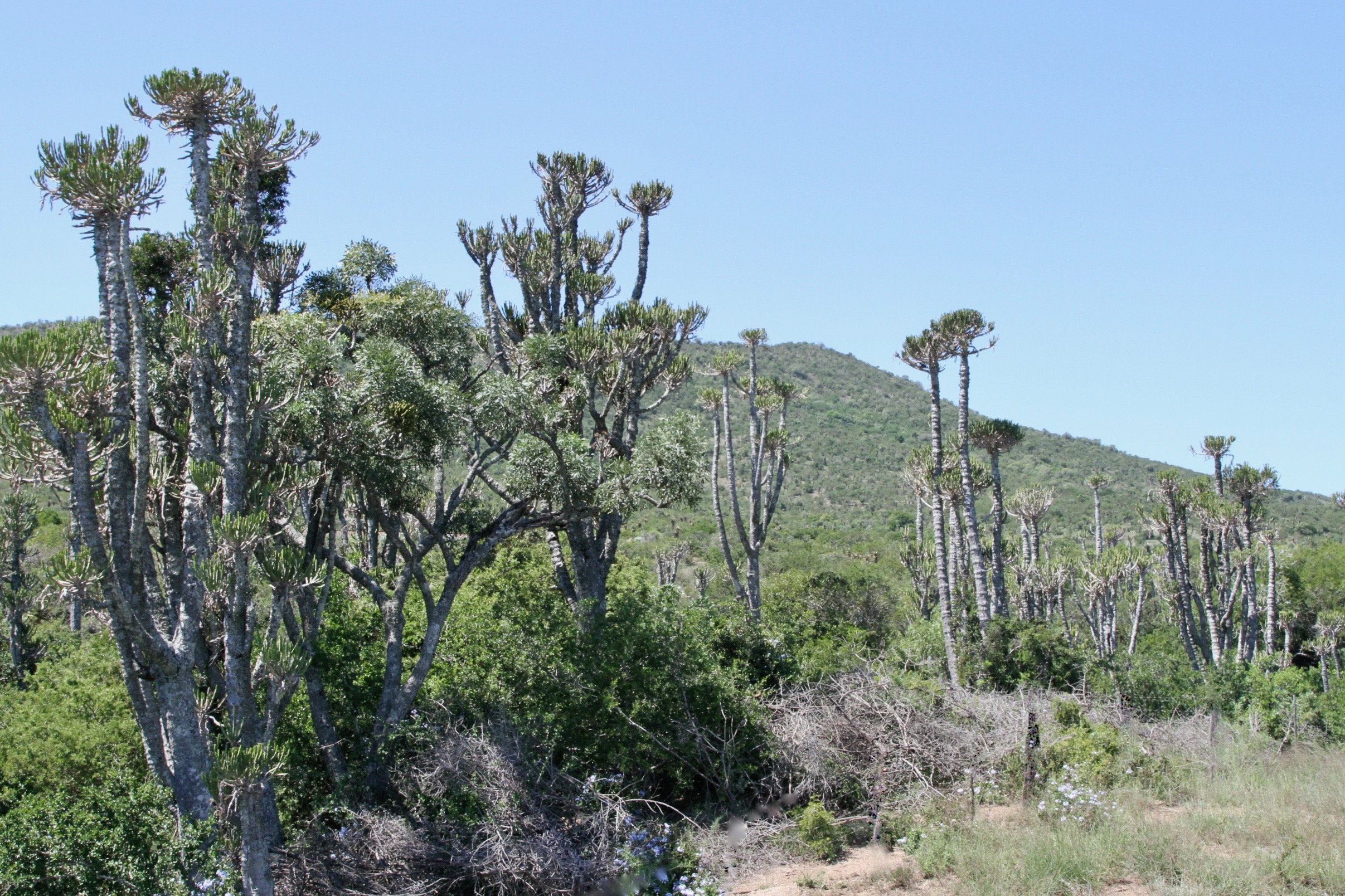
Зарості Euphorbia triangularis (Euphorbia triangularis)

## Географія
Екорегіон чагарників та хащів Мапуталенду та Пондоленду простягається через Східнокапську провінцію та провінцію Квазулу-Наталь у Південно-Африканській Республіці, охоплюючи південні схили та передгір'я Драконових гір. У вузькій прибережній смузі, розташованій між передгір'ями Дракенсбергу та Індійським океаном, екорегіон переходить у Квазулу-Капські прибережні ліси, в Драконових горах на висоті понад 1800 м над рівнем моря — у луки, рідколісся та ліси Драконових гір, а на південному сході — у більш сухі хащі Олбані.
Ландшафт регіону сформувався в ході рифтогенезу та розпаду Гондвани, а також під час наступних циклів підняття та ерозії. Ці тектонічні процеси сформували Великий Уступ, який відділяє піднесені внутрішні частини Південної Африки від низинних прибережних районів та частиною якого є Драконові гори. З геологічної точки зору основу регіону складають гранітні породи  фундаменту, сланці, гнейси, інтрузивні базальти та доломіти, а також різноманітні морські осадові породи, що сформувалися в крейдовому періоді та кайнозої. Ґрунти регіону переважно глибокі, добре дреновані, помірно або сильно вилуговані, глинисті або кам'янисті.
Через територію регіону протікають численні річки, що утворюють глибокі долини та ущелини. Серед річок, що стікають з Драконових гір на південь, слід відзначити Тугелу, Мбхаше, Великий Кей та Велику Рибну річку.

## Клімат
В межах екорегіону переважає вологий субтропічний клімат (Cfa за класифікацією кліматів Кеппена) або помірний морський клімат (Cfb за класифікацією Кеппена). Середньорічна кількість опадів на більшій частині регіону становить менше 800 мм, а у деяких південних областях вона становить 450 мм. До 75 % опадів випадає у теплі літні місяці з жовтня по березень. Середня температура в регіоні коливається від 12 °C до 26 °C. Завдяки близькості до океану морози в екорегіоні практично відсутні.

## Флора
Основними рослинними угрупованнями екорегіону є густі вічнозелені чагарникові зарості, які досягають 6 м у висоту і представляють собою непрохідні хащі з кущів, невисоких дерев та ліан. Як правило, хащі регіону не поділяються на яруси. Чітко виражений трав'яний ярус в них також відсутній. Від інших типів африканських хащів зарості регіону відрізняються переважанням в них вічнозелених склерофільних рослин, а від сусідніх хащів Олбані — меншою присутністю сукулентних дерев та кущів. Серед характерних рослин, що зустрічаються в екорегіоні, слід відзначити отруйне зірчасте яблуко (Diospyros dichrophylla), річковий молочай (Euphorbia triangularis), зубчасту сеарсію (Searsia dentata), канарську ліану (Senecio deltoideus), червоношипу колючку (Putterlickia pyracantha), тризубий роїциссус (Rhoicissus tridentata), західну гревію (Grewia occidentalis), гіркий філлантус (Phyllanthus urinaria) та гвінейську траву (Megathyrsus maximus).
Кількість опадів є найважливішим фактором, що впливає на видовий склад та структуру рослинних угруповань регіону. Чагарникові зарості регіону переважають в захищених від пожеж районах, де випадає відносно мало опадів, а у більш вологих місцевостях їх замінюють ліси. Також в екорегіоні помітні яскраво виражені флористичні градієнти. На півдні регіону зі скороченням кількості опадів зменшується висота хащів, а на зміну листяним породам дерев та кущів приходять сукулентні, склерофільні та колючі види. У районах на північ від річки Тугела, де опадів випадає більше і вони є більш прогнозованими, зустрічається багато замбезійських порід дерев, хоча вони рідко домінують в ландшафті. До таких видів належать акації Зібера (Vachellia sieberiana), великолисті альбіції (Albizia versicolor), сикомори (Ficus sycomorus), марулові дерева (Sclerocarya birrea), сріблясті терміналії (Terminalia sericea), буйволові колючки (Ziziphus mucronata) та різні види комбретумів (Combretum spp.).
Флора екорегіону вирізняється дуже високим різноманіттям, однак відносно низьким рівнем ендемізму, що може бути наслідком кліматичної нестабільності регіону. Тут росте від 6000 до 7000 видів судинних рослин, причому на півдні регіону на 100 м² може зустрічатися понад 49 видів рослин. Більшість ендеміків регіону є сукулентами, зокрема різними видами молочаю (Euphorbia spp.), товстолиста (Crassula spp.), делосперми (Delosperma spp.) та алое (Aloe spp.). Також ендемічними або майже ендемічними представниками регіону є кілька видів саговників, зокрема кейські саговники (Encephalartos princeps), бушменські саговники (Encephalartos trispinosus), александрійські саговники (Encephalartos arenarius) та олбанські саговники (Encephalartos latifrons). 

## Фауна
Серед поширених в екорегіоні ссавців слід відзначити рідкісних чорних носорогів (Diceros bicornis) та білих носорогів (Ceratotherium simum simum), які перебувають під загрозою зникнення, а також кілька видів антилоп, зокрема південного бушбока (Tragelaphus sylvaticus), великого куду (Tragelaphus strepsiceros), звичайного дуїкера (Sylvicapra grimmia), орібі (Ourebia ourebia), гірську редунку (Redunca fulvorufula), звичайну канну (Taurotragus oryx) та блесбоків (Damaliscus pygargus phillipsi). В густих заростях у річкових долинах зустрічаються чагарникові свині (Potamochoerus larvatus), а в лісах, вологих заростях та прибережних чагарниках — блакитні дуїкери (Philantomba monticola). Також в чагарникових заростях регіону зустрічаються африканські бородавочники (Phacochoerus africanus), верветки (Chlorocebus pygerythrus), блакитні мартишки (Cercopithecus mitis) та південноафриканські деревні дамани (Dendrohyrax arboreus).
Найбільшим хижаком екорегіону є африканський леопард (Panthera pardus pardus), однак його популяція за останні століття значно скоротилася, як і популяція чепрачного шакала (Lupulella mesomelas). Серед дрібних хижаків, поширених в регіоні, слід відзначити сервала (Leptailurus serval), звичайного каракала (Caracal caracal), тигрову генету (Genetta tigrina), медоїда (Mellivora capensis) та білохвосту мангусту (Ichneumia albicauda). В долинах та на берегах річок зустрічаються болотяні мангусти (Atilax paludinosus), єгипетські мангусти (Herpestes ichneumon), плямистошиї видри (Hydrictis maculicollis) та капські видри (Aonyx capensis). Майже ендемічними представниками регіону є велетенські златокроти (Chrysospalax trevelyani), які зустрічаються в лісах та хащах Східнокапської провінції, та натальські кролики (Pronolagus crassicaudatus), що живуть на стрімких скелястих схилах Драконових гір.
Орнітофауна екорегіону вирізняється високим різноманіттям. Серед птахів, що зустрічаються в регіоні, слід відзначити рудогорлого турача (Pternistis afer), південну горлицю (Streptopelia capicola), зелену малкогу (Ceuthmochares australis), капську чагру (Tchagra tchagra), чагарникового куцокрила (Bradypterus barratti), сірого нектарика (Cyanomitra veroxii), аметистового нектарця (Chalcomitra amethystina') та іржастощокого ткачика (Ploceus capensis), а також рідкісних капських сипів (Gyps coprotheres) та плямистих квічалів (Geokichla guttata). Майже ендемічними представниками регіону є капські папуги-довгокрили (Poicephalus robustus), рудогузі золотокоси (Cossypha dichroa) та лісові щедрики (Serinus scotops).
Герпетофауна екорегіону вирізняється високим різноманіттям та рівнем ендемізму. Серед рідкісних плазунів, поширених в регіоні, слід відзначити майже ендемічних натальських кініксів (Kinixys natalensis) та ендемічних натальсько-мідлендських карликових хамелеонів (Bradypodion thamnobates), а серед амфібій — майже ендемічних довгоногих лісових жаб (Leptopelis xenodactylus) та крихітних жаб Пойнтона (Cacosternum poyntoni).

## Збереження
Близько 3,05 % площі екорегіону є заповідними територіями. Природоохоронні території включають: Природний заповідник Грейт-Фіш-Рівер, Природний заповідник Орібі-Горж та Природний заповідник імені Томаса Бейнса.